# Varuj…!
Varuj…! je československý dramatický film režiséra Martina Friče z roku 1947. Scénář napsali Paľo Bielik, Martin Frič a Karel Steklý jakožto adaptaci divadelní hry Bačova žena od Ivana Stodoly. Snímek vznikl ve slovenské produkci s pomocí českých filmařů (Frič, Steklý, kameraman Václav Hanuš a další), neboť rozvoj slovenské kinematografie byl velmi pomalý. Varuj…! se stalo teprve druhým slovenským celovečerním hraným filmem, a to po němém snímku Jánošík z roku 1921, který byl vyroben v americké koprodukci. Autorem hudby je Šimon Jurovský.
Iniciátorem vzniku filmu Varuj…! byl Paľo Bielik, který v něm ztvárnil hlavní postavu Ondreje Muranici; tuto roli již hrál v inscenaci Bačovy ženy v roce 1941 ve Slovenském národním divadle. Natáčení bylo zahájeno 1. srpna 1946 v okolí Čertovice. Exteriéry se natáčely v Nízkých Tatrách, interiéry v pražských barrandovských ateliérech. Premiéra filmu se uskutečnila 24. dubna 1947 v Bratislavě v kině Hviezda, v Praze byl snímek uveden o den později v kinech Lucerna a Máj.

## Děj
Předmětem je příběh milostného trojúhelníku mladého horala Ondreje Muranici, který v období před první světovou válkou (v titulcích filmu je uveden letopočet 1910) emigruje před maďarským útlakem do USA. Po důlním neštěstí je ale prohlášen za nezvěstného. Když se po letech vrátí zpět do vlasti, zjistí, že se jeho žena Eva mezitím vdala za Ondrejova nejlepšího kamaráda Miša. 